# أولاد موسى وامحند (حاسي بركان)
أولاد موسى وامحند هي إحدى مشيخات المملكة المغربية، تتبع جغرافيا لإقليم الناظور وإداريًا لحاسي بركان. يقدر عدد سكانها بـ 2024 نسمة حسب الإحصاء الرسمي للسكان والسكنى لسنة 2004.